# William Robert Ogilvie-Grant
William Robert Ogilvie-Grant (Easter Elchies, Moray (Schotland), 25 maart 1863 – Farley Cottage, bij Reading (Engeland), 26 juli 1924) was een Schotse ornitholoog.

## Leven
Ogilvie-Grant deed de basisschool op Cargilfield Preparatory School, en volgde zijn middelbareschoolopleiding op Fettes College, beide in Edinburgh. Hij bekwaamde zich in zoölogie en anatomie onder leiding van een privéleraar. In 1882 werd hij assistent tweede klasse onder Albert Günther bij het toen net geopende Natural History Museum in Londen, waar hij zich aanvankelijk met de vissencollectie bezighield. In 1885 kreeg hij tijdelijk de leiding over de ornithologische sectie in afwezigheid van Richard Bowdler Sharpe vanwege diens expeditie naar India. Hij bleef daarna werkzaam op die afdeling, en spande zich samen met Bowdler Sharpe actief in voor de uitbreiding van de vogelcollectie, waarvoor hij diverse reizen ondernam, onder meer naar Madeira, de Canarische Eilanden, de Azoren, het Midden-Oosten en Socotra. Daarnaast was hij behendig in het bijeenbrengen van sponsorgelden voor expedities, en zodoende belast met de financiering en organisatie van dit soort reizen naar het Rwenzori-gebergte in Centraal-Afrika en naar Nederlands-Nieuw-Guinea. In 1909 werd hij, na het overlijden van Bowdler Sharpe, diens opvolger als conservator bij de afdeling vogels, een functie die hij tot 1918 hield. Hij was in 1904 Bowdler Sharpe ook al opgevolgd als redacteur van het Bulletin of the British Ornithologists' Club, een functie die hij bekleedde tot en met 1914. Ogilvie-Grant was samen met Charles Rothschild  mede-oprichter van de Society for the Promotion of Nature Reserves.
In 1916, tijdens de Eerste Wereldoorlog, was hij met een regiment vrijwillige soldaten in Londen bezig aan verdedigingswerken rond de stad. Daarbij werd hij getroffen door een zonnesteek die er uiteindelijk toe leidde dat hij deels verlamd raakte. Hij herstelde slechts gedeeltelijk en moest in 1918 al zijn werkzaamheden beëindigen. Daarna leefde hij teruggetrokken in Reading, waar hij in 1924 overleed.
Op de IOC World Bird List staan 88 vogelsoorten die door hem van een naam en beschrijving zijn voorzien.

## Publicaties (selectie)
- 1889 - On the genus Platalea, with description of a new species from New Guinea. Ibis: 32-58
- 1893 - Notes on the changes of plumage in the Red Grouse (Lagopus scoticus). Annals & Magazine of Natural History ser. 6, 12: 61-65
- 1896 - On the Birds observed at the Salvage Islands near Madeira. Ibis: 41-55
- 1898 - Catalogue of the Steganopodes. Catalogue of the Birds in the British Museum 26: 329-688
- 1899 - Descriptions of seven new species from the interior of Hainan. Ibis: 584-587
- 1899 - The Expedition to Sokotra IV. Descriptions of three new species of butterflies – Bulletin of the Liverpool Museums
- 1903 - Arthropoda. Insecta: Lepidoptera - I. Rhopalocera. In: H.O. Forbes: Natural history of Sokotra and Abd-el-Kuri: being the report upon the results of the conjoint expedition to these islands in 1898-9, by Mr. W.R. Ogilvie-Grant, of the British Museum, and Dr. H.O. Forbes, of the Liverpool Museums, together with information from other available sources, forming a monograph of the islands – Bulletin of the Liverpool Museums, OCLC 877316660
- 1905 - 0n the Display of the Lesser Bird-of-Paradise (Paradisea minor). Ibis: 429-440
- 1909 - On a new species of Bush Quail (Microperdix inglisi) from Assam. Journal of the Bombay Natural History Society 19: 1-3
- 1913 - Notes on the Birds collected by the B.O.U. Expedition to Dutch New Guinea. Ibis: 76-113
- 1913 - Exhibition and description of a new subspecies of Grosbeak, Rhynchostruthus percivali yemenensis, from the mountains of S. Yemen – Bulletin of the British Ornithologists' Club
- 1914 - Report of a new race of Palm Dove – Bulletin of the British Ornithologists' Club
- 1915 - Report on the Birds collected by the British Ornithologists’ Union Expedition in Dutch New Guinea. Ibis, Jubilee Supplement No. 2: 1-329

- Bibsys: 2106212
- Biblioteca Nacional de España: XX1384505
- CiNii: DA14973841
- Gemeinsame Normdatei: 117553638
- International Standard Name Identifier: 0000 0000 8101 8317
- Library of Congress Control Number: nr2001036776
- Nationale bibliotheek van Australië: 50312595
- Nederlandse Thesaurus van Auteursnamen: 071086544
- Réseau des bibliothèques de Suisse occidentale: 02-A003653291
- SNAC: w6ng7z6g
- Système universitaire de documentation: 135477522
- Museum of New Zealand Te Papa Tongarewa: 19789
- Trove: 1521588
- Virtual International Authority File: 313529306
- WorldCat: E39PBJtgXQCmDy86FXydkRRVG3